# Achensee
Achensee je jezero v Rakousku. Nachází se nedaleko Jenbachu v okrese Schwaz a jeho nadmořská výška je 929 m. S rozlohu 6,8 km² je největším jezerem spolkové země Tyrolsko a má přezdívku „Tyrolské moře“. Maximální hloubka jezera je 133 m a průhlednost vody dosahuje deseti metrů. Teplota vody ani v létě nepřesahuje 20 °C. Z jezera vytéká řeka Seeache, která se vlévá do Isaru.
Jezero leží v přírodním parku Karwendel a na jeho západním pobřeží se nachází letovisko Pertisau. K jezeru vede úzkorozchodná železnice Achenseebahn, turisté zde mohou využít i výletní lodě. Místo je díky stabilním větrným podmínkám vyhledáváno jachtaři. V zimě jezero využívají otužilci, každoročně v září se zde koná běžecký závod Achenseelauf. Na nedaleké hoře Zwölferkopf se provozuje paragliding. Nejvyšším vrcholem v povodí jezera je Sonnjoch (2457 m n. m.).
Do okolních hor jezdil na lov již císař Maxmilián I. Habsburský. Jezero patřilo Opatství St. Georgenberg-Fiecht, od roku 1919 je majetkem města Innsbruck. Část jezerních vod napájí vodní elektrárnu v Jenbachu, zprovozněnou v roce 1927 a spravovanou firmou Tiroler Wasserkraft. Po východním břehu jezera vede silnice Achenseestrasse. 
Z místních břidlic se získává léčivý alpský kamenný olej.
Ve vodách Achensee žije štika obecná, mník jednovousý, cejn velký, vranka obecná a siven severní.